# كيث هولمز (ملاكم)
كيث هولمز (بالإنجليزية: Keith Holmes)‏ مواليد 30 مارس 1969 في واشنطن العاصمة، هو ملاكم أمريكي يصنف ضمن فئة الوزن المتوسط.

## إحصائيات
خاض خلال مسيرته 46 نزالا، فاز في 41 ولم يتعادل وخسر في 5. فاز بالضربة القاضية في 25 نزالا.

## روابط خارجية
- كيث هولمز على موقع بوكس ريك (الإنجليزية) (registration required)